# The Voice (4.ª temporada)
A quarta temporada de The Voice, um talent show norte-americano, estreou em 25 de março de 2013 na NBC. Foi a primeira temporada que contou com as presenças dos técnicos Usher e Shakira, substituindo Cee Lo Green e Christina Aguilera, que fizeram uma pausa para focar em suas carreiras e na vida pessoal. O tamanho das equipes voltou a ser de doze participantes, como na segunda temporada, e cada técnico teve direito a dois steal na Fase das Batalhas (em inglês, Battle Rounds).
Aos 16 anos, Danielle Bradbery, a artista mais jovem da competição, foi coroada a campeã, tornando o técnico Blake Shelton vencedor do programa por três vezes consecutivas.

## Audições, técnicos e apresentadores
As audições iniciais foram de 12 de janeiro de 2013 a 17 de fevereiro, em cidadess como Chicago, Atlanta, Los Angeles, Houston e Nova Iorque.
Carson Daly e Christina Milian retornaram como apresentador principal e dos bastidores, respectivamente, enquanto o painel de técnicos mudou pela primeira vez. Christina Aguilera e Cee Lo Green deram lugar a Usher e Shakira para focar em suas carreiras musicais e vida pessoal. Ficou decretado, assim, que os técnicos do The Voice fariam um revezamento e que Aguilera e Green voltariam para a 5.ª temporada, enquanto Usher e Shakira repetiriam a dose na 6.ª.
Como mentores, o programa contou com as participações de Hillary Scott (vocalista do grupo Lady Antebellum), Sheryl Crow, Pharrell Williams e Joel Madden (vocalista da banda Good Charlotte e técnico do The Voice Austrália).

## Episódios

### Episódio 1: The Blind Auditions, parte 1
O primeiro episódio da temporada, com duração de duas horas, foi ao ar em uma segunda-feira, dia 25 de março de 2013. Os técnicos cantaram Come Together no começo do programa.
Legenda
| Ordem | Competidor        | Idade | Cidade Natal                             | Canção                       | Escolha dos técnicos e competidores | Escolha dos técnicos e competidores | Escolha dos técnicos e competidores | Escolha dos técnicos e competidores |
| Ordem | Competidor        | Idade | Cidade Natal                             | Canção                       | Adam                                | Shakira                             | Usher                               | Blake                               |
| ----- | ----------------- | ----- | ---------------------------------------- | ---------------------------- | ----------------------------------- | ----------------------------------- | ----------------------------------- | ----------------------------------- |
| 1     | The Morgan Twins  | 29    | Rochester, Nova Iorque                   | "Fallin'"                    | ✔                                   | ✔                                   | ✔                                   | ✔                                   |
| 2     | Jess Kellner      | 21    | Austin, Texas                            | "Can't Help Falling in Love" | —                                   | ✔                                   | ✔                                   | —                                   |
| 3     | Mark Andrew       | 27    | Eden Prairie, Minnesota                  | "Knockin' on Heaven's Door"  | ✔                                   | ✔                                   | —                                   | —                                   |
| 4     | Janetza Miranda   | 25    | Newark, Nova Jérsei                      | "Titanium"                   | —                                   | —                                   | —                                   | —                                   |
| 5     | Danielle Bradbery | 16    | Cypress, Texas                           | "Mean"                       | ✔                                   | —                                   | ✔                                   | ✔                                   |
| 6     | VEDO              | 19    | Atlanta, Geórgia                         | "Boyfriend"                  | —                                   | —                                   | ✔                                   | —                                   |
| 7     | Christian Porter  | 20    | Stroudsburg, Pensilvânia                 | "Sexy and I Know It"         | —                                   | ✔                                   | ✔                                   | ✔                                   |
| 8     | Nicole Serrano    | N/A   | Nova Iorque/Minneapolis, Minnesota       | "E.T."                       | —                                   | —                                   | —                                   | —                                   |
| 9     | James Shealy      | N/A   | Atlanta, Geórgia                         | "Not Over You"               | —                                   | —                                   | —                                   | —                                   |
| 10    | Hunter Elizabeth  | N/A   | Boulder, Montana/Los Angeles, Califórnia | "Mercy"                      | —                                   | —                                   | —                                   | —                                   |
| 11    | Leah Lewis        | 15    | Shanghai, China/Orlando, FL              | "Blown Away"                 | —                                   | —                                   | —                                   | —                                   |
| 12    | Kris Thomas       | 27    | Memphis, TN                              | "Saving All My Love for You" | —                                   | ✔                                   | —                                   | —                                   |
| 13    | James Irwin       | 30    | St. James, Missouri                      | "The Man Who Can't Be Moved" | —                                   | —                                   | —                                   | —                                   |
| 14    | Judith Hill       | 29    | Los Angeles, Califórnia                  | "What a Girl Wants"          | ✔                                   | ✔                                   | ✔                                   | ✔                                   |

### Episódio 2: The Blind Auditions, parte 2
| Ordem | Competidor                                 | Idade   | Cidade Natal                              | Canção                                               | Escolha dos técnicos e competidores | Escolha dos técnicos e competidores | Escolha dos técnicos e competidores | Escolha dos técnicos e competidores |
| Ordem | Competidor                                 | Idade   | Cidade Natal                              | Canção                                               | Adam                                | Shakira                             | Usher                               | Blake                               |
| ----- | ------------------------------------------ | ------- | ----------------------------------------- | ---------------------------------------------------- | ----------------------------------- | ----------------------------------- | ----------------------------------- | ----------------------------------- |
| 1     | Tawnya Reynolds                            | 32      | Ruidoso, Novo México/Nashville, Tennessee | "Mammas Don't Let Your Babies Grow Up to Be Cowboys" | ✔                                   | ✔                                   | ✔                                   | —                                   |
| 2     | Josiah Hawley                              | 27      | Fort Smith, Arkansas                      | "Sunday Morning"                                     | ✔                                   | —                                   | ✔                                   | ✔                                   |
| 3     | Midas Whale (Jon Peter Lewis & Ryan Hayes) | 32 & 26 | Rexburg, Idaho                            | "Folsom Prison Blues"                                | ✔                                   | ✔                                   | ✔                                   | ✔                                   |
| 4     | Abraham McDonald                           | 35      | Los Angeles, Califórnia                   | "Best Thing I Never Had"                             | —                                   | —                                   | —                                   | —                                   |
| 5     | Cáthia                                     | 19      | Nova Iorque, Nova Iorque                  | "No Me Doy por Vencido"                              | —                                   | ✔                                   | ✔                                   | ✔                                   |
| 6     | Sarah Simmons                              | 22      | Birmingham, Alabama/Memphis, Tennessee    | "One of Us"                                          | ✔                                   | ✔                                   | ✔                                   | ✔                                   |

### Episódio 3: The Blind Auditions, parte 3
| Ordem | Competidor                    | Idade   | Cidade Natal               | Canção                            | Escolha dos técnicos e competidores | Escolha dos técnicos e competidores | Escolha dos técnicos e competidores | Escolha dos técnicos e competidores |
| Ordem | Competidor                    | Idade   | Cidade Natal               | Canção                            | Adam                                | Shakira                             | Usher                               | Blake                               |
| ----- | ----------------------------- | ------- | -------------------------- | --------------------------------- | ----------------------------------- | ----------------------------------- | ----------------------------------- | ----------------------------------- |
| 1     | The Swon Brothers             | 24 & 27 | Muskogee, Oklahoma         | "American Girl"                   | —                                   | ✔                                   | ✔                                   | ✔                                   |
| 2     | Taylor Beckham                | 17      | Dallas, Texas              | "I'm Going Down"                  | —                                   | ✔                                   | ✔                                   | —                                   |
| 3     | Sam Alves                     | 24      | Fortaleza, Brazil          | "Feeling Good"                    | —                                   | —                                   | —                                   | —                                   |
| 4     | Karina Iglesias               | 35      | Miami, FL                  | "I'm the Only One"                | ✔                                   | —                                   | —                                   | ✔                                   |
| 5     | Garrett Gardner               | 17      | Ringwood, Nova Jérsei      | "Seven Nation Army"               | —                                   | ✔                                   | —                                   | —                                   |
| 6     | J'Sun                         | 26      | Brooklyn, Nova Iorque      | "For the First Time"              | —                                   | ✔                                   | —                                   | —                                   |
| 7     | Duncan Kamakana               | 25      | Oahu, Hawaii               | "Home"                            | ✔                                   | —                                   | —                                   | —                                   |
| 8     | Chelsea M (Chelsea Mohindroo) | 20      | Springfield, Virgínia      | "Take a Bow"                      | —                                   | —                                   | ✔                                   | ✔                                   |
| 9     | Holly Tucker                  | 19      | Waco, Texas                | "Make You Feel My Love"           | ✔                                   | ✔                                   | ✔                                   | ✔                                   |
| 10    | Sonika Vaid                   | N/A     | Weston, Massachusetts      | "Give Your Heart a Break"         | —                                   | —                                   | —                                   | —                                   |
| 11    | Shane Simon                   | N/A     | West Hollywood, Califórnia | "Don't Let The Sun Go Down On Me" | —                                   | —                                   | —                                   | —                                   |
| 12    | JoiStarr                      | N/A     | Los Angeles, Califórnia    | "Wide Awake"                      | —                                   | —                                   | —                                   | —                                   |
| 13    | Landon Medvec                 | N/A     | Rosemount, Minnesota       | "You Give Me Something"           | —                                   | —                                   | —                                   | —                                   |
| 14    | Michelle Chamuel              | 26      | Amherst, Massachusetts     | "I Kissed a Girl"                 | ✔                                   | ✔                                   | ✔                                   | —                                   |
| 15    | Julie Roberts                 | 33      | Nashville, Tennessee       | "God Gave Me You"                 | —                                   | —                                   | —                                   | —                                   |
| 16    | Monique Abbadie               | 20      | Miami, Flórida             | "Loca"                            | ✔                                   | ✔                                   | ✔                                   | ✔                                   |
| 17    | Warren Stone                  | 31      | Hannah, Carolina do Sul    | "Colder Weather"                  | ✔                                   | ✔                                   | —                                   | ✔                                   |

### Episódio 4: The Blind Auditions, parte 4
| Ordem | Competidor        | Idade | Cidade Natal            | Canção                               | Escolha dos técnicos e competidores | Escolha dos técnicos e competidores | Escolha dos técnicos e competidores | Escolha dos técnicos e competidores |
| Ordem | Competidor        | Idade | Cidade Natal            | Canção                               | Adam                                | Shakira                             | Usher                               | Blake                               |
| ----- | ----------------- | ----- | ----------------------- | ------------------------------------ | ----------------------------------- | ----------------------------------- | ----------------------------------- | ----------------------------------- |
| 1     | Audrey Karrasch   | 20    | Reno, Nevada            | "Price Tag"                          | —                                   | —                                   | ✔                                   | ✔                                   |
| 2     | Brandon Roush     | 19    | Louisville, Kentucky    | "With a Little Help from My Friends" | —                                   | ✔                                   | —                                   | —                                   |
| 3     | Betsy Barta       | 22    | Minneapolis, Minnesota  | "Set Fire to the Rain"               | —                                   | —                                   | —                                   | —                                   |
| 4     | Jewl Anguay       | N/A   | Kaneohe, Hawaii         | "Battlefield"                        | —                                   | —                                   | —                                   | —                                   |
| 5     | Ginette Claudette | 19    | Queens, Nova Iorque     | "No One"                             | —                                   | —                                   | —                                   | —                                   |
| 6     | Chris Johnson     | N/A   | Los Angeles, Califórnia | "I Won't Back Down"                  | —                                   | —                                   | —                                   | —                                   |
| 7     | Patrick Dodd      | 35    | Memphis, Tennessee      | "Walking in Memphis"                 | ✔                                   | ✔                                   | —                                   | —                                   |
| 8     | Trevor Davis      | 32    | San Diego, Califórnia   | "Keep Your Head Up"                  | —                                   | —                                   | —                                   | ✔                                   |
| 9     | C. Perkins        | 19    | New Orleans, Louisiana  | "Because of You"                     | —                                   | ✔                                   | —                                   | —                                   |
| 10    | Agina Alvarez     | 23    | Burbank, Califórnia     | "Beautiful Liar"                     | ✔                                   | —                                   | —                                   | —                                   |
| 11    | Orlando Dixon     | 24    | Washington DC           | "So Sick"                            | —                                   | —                                   | ✔                                   | —                                   |
| 12    | Savannah Berry    | 17    | Houston, Texas          | "Safe & Sound"                       | ✔                                   | ✔                                   | —                                   | ✔                                   |

### Episódio 5: The Blind Auditions, parte 5
| Ordem | Competidor        | Idade | Cidade Natal                 | Canção                             | Escolha dos técnicos e competidores | Escolha dos técnicos e competidores | Escolha dos técnicos e competidores | Escolha dos técnicos e competidores |
| Ordem | Competidor        | Idade | Cidade Natal                 | Canção                             | Adam                                | Shakira                             | Usher                               | Blake                               |
| ----- | ----------------- | ----- | ---------------------------- | ---------------------------------- | ----------------------------------- | ----------------------------------- | ----------------------------------- | ----------------------------------- |
| 1     | Jeff Lewis        | 28    | Dallas, Texas                | "U Got It Bad"                     | —                                   | ✔                                   | ✔                                   | ✔                                   |
| 2     | Shawna P          | 45    | Orange Beach, Alabama        | "She Talks to Angels"              | ✔                                   | ✔                                   | —                                   | —                                   |
| 3     | Caroline Glaser   | 18    | Chesterfield, Missouri       | "Tiny Dancer"                      | —                                   | ✔                                   | —                                   | ✔                                   |
| 4     | Cameron           | 24    | Wayland, Iowa                | "As Long as You Love Me"           | —                                   | —                                   | —                                   | —                                   |
| 5     | Michael Austin    | 43    | Norco, Califórnia            | "Somebody Like You"                | ✔                                   | ✔                                   | —                                   | —                                   |
| 6     | Sasha Allen       | 30    | Nova Iorque, Nova Iorque     | "Not Ready to Make Nice"           | ✔                                   | ✔                                   | ✔                                   | ✔                                   |
| 7     | Matt Cermanski    | 19    | Phoenixville, Pensilvânia    | "Teenage Dream"                    | —                                   | —                                   | —                                   | —                                   |
| 8     | Jamila Thompson   | 21    | Atlanta, Geórgia             | "Halo"                             | —                                   | —                                   | ✔                                   | —                                   |
| 9     | Amy Whitcomb      | 24    | Longwood, Flórida            | "Because of You"                   | ✔                                   | —                                   | —                                   | —                                   |
| 10    | Justin Rivers     | 28    | Bowling Green, Kentucky      | "Summertime"                       | —                                   | —                                   | —                                   | ✔                                   |
| 11    | Michelle Raitzin  | 20    | Great Neck, Nova Iorque      | "Bless the Broken Road"            | —                                   | —                                   | —                                   | ✔                                   |
| 12    | Mary Miranda      | 17    | Havana, Cuba/Albuquerque, NM | "Como La Flor"                     | —                                   | ✔                                   | ✔                                   | ✔                                   |
| 13    | Grace Askew       | 26    | Memphis, Tennessee           | "These Boots Are Made for Walkin'" | —                                   | ✔                                   | —                                   | ✔                                   |
| 14    | Jane Smith        | 18    | Cincinnati, Ohio             | "You've Got the Love"              | —                                   | —                                   | —                                   | —                                   |
| 15    | Greylan James     | N/A   | Knoxville, TN                | "Wanted"                           | —                                   | —                                   | —                                   | —                                   |
| 16    | Dakota O'Driscoll | 15    | Tyngsborough, Massachusetts  | "Fifteen"                          | —                                   | —                                   | —                                   | —                                   |
| 17    | Brandon Diaz      | 16    | Ashburn, Virgínia            | "Fine By Me"                       | —                                   | —                                   | —                                   | —                                   |
| 18    | Ryan Innes        | 31    | Provo, Utah                  | "Gravity"                          | ✔                                   | ✔                                   | ✔                                   | ✔                                   |

### Episódio 6: The Blind Auditions, parte 6
| Ordem | Competidor          | Idade | Cidade Natal                    | Canção                     | Escolha dos técnicos e competidores | Escolha dos técnicos e competidores | Escolha dos técnicos e competidores | Escolha dos técnicos e competidores |
| Ordem | Competidor          | Idade | Cidade Natal                    | Canção                     | Adam                                | Shakira                             | Usher                               | Blake                               |
| ----- | ------------------- | ----- | ------------------------------- | -------------------------- | ----------------------------------- | ----------------------------------- | ----------------------------------- | ----------------------------------- |
| 1     | Mark Lennon         | 48    | Venice Beach, Califórnia        | "Come Together"            | —                                   | —                                   | —                                   | —                                   |
| 2     | Jacqui Sandell      | 24    | Oakland, Nova Jérsei            | "Dreams"                   | —                                   | —                                   | ✔                                   | ✔                                   |
| 3     | Amber Carrington    | 19    | Rockwall, Texas                 | "Good Girl"                | ✔                                   | —                                   | —                                   | —                                   |
| 4     | Dustin Hatzenbuhler | 24    | Apple Valley, Minnesota         | "Haven't Met You Yet"      | —                                   | —                                   | —                                   | —                                   |
| 5     | Luke Edgemon        | 24    | Fayetteville, Carolina do Norte | "I Can't Make You Love Me" | —                                   | ✔                                   | ✔                                   | —                                   |
| 6     | Jessica Childress   | 26    | Lancaster, Califórnia           | "Marry You"                | —                                   | —                                   | ✔                                   | —                                   |

### Episódios 7 a 10: The Battle Rounds
A fase de batalhas (em inglês, Battle Rounds) foi transmitida em quatro episódios. Nessa fase, os técnicos contaram com a ajuda de mentores para treinar seus times. Adam Levine convocou a cantora country Hillary Scott. Shakira convocou o cantor Joel Madden. Usher contou com do cantor e produtor, Pharrell Williams. Por fim, Blake Shelton foi auxiliado pela cantora country Sheryl Crow.
Graças ao 'steal', introduzido na terceira temporada, alguns competidores foram salvos por outros técnicos mesmo perdendo a sua batalha e, assim, seguiram na competição.
Legenda:
| Episódio | Técnico       | Ordem | Vencedor          | Canção                           | Perdedor          | Resultado do 'Steal' | Resultado do 'Steal' | Resultado do 'Steal' | Resultado do 'Steal' |
| Episódio | Técnico       | Ordem | Vencedor          | Canção                           | Perdedor          | Adam                 | Shakira              | Usher                | Blake                |
| -------- | ------------- | ----- | ----------------- | -------------------------------- | ----------------- | -------------------- | -------------------- | -------------------- | -------------------- |
| 7        | Adam Levine   | 1     | Amber Carrington  | "Try"                            | Sasha Allen       | N/A                  | ✔                    | ✔                    | —                    |
| 7        | Shakira       | 2     | Garrett Gardner   | "How You Like Me Now?"           | J'Sun             | —                    | N/A                  | —                    | —                    |
| 7        | Blake Shelton | 3     | Holly Tucker      | "Blown Away"                     | Michelle Raitzin  | —                    | N/A                  | —                    | —                    |
| 7        | Usher         | 4     | Jess Kellner      | "You Know I'm No Good"           | Taylor Beckham    | —                    | —                    | N/A                  | ✔                    |
| 7        | Blake Shelton | 5     | The Swon Brothers | "I Won't Back Down"              | Christian Porter  | —                    | —                    | —                    | N/A                  |
| 7        | Adam Levine   | 6     | Judith Hill       | "It's a Man's Man's Man's World" | Karina Iglesias   | N/A                  | ✔                    | ✔                    | —                    |
|          |               |       |                   |                                  |                   |                      |                      |                      |                      |
| 8        | Adam Levine   | 1     | Warren Stone      | "My Kinda Party"                 | Michael Austin    | N/A                  | N/A                  | —                    | —                    |
| 8        | Usher         | 2     | Josiah Hawley     | "Roxanne"                        | Jeff Lewis        | —                    | N/A                  | N/A                  | N/A                  |
| 8        | Blake Shelton | 3     | Grace Askew       | "Me and Bobby McGee"             | Trevor Davis      | —                    | N/A                  | —                    | N/A                  |
| 8        | Usher         | 4     | Audrey Karrasch   | "If I Were a Boy"                | Jamila Thompson   | —                    | N/A                  | N/A                  | —                    |
| 8        | Shakira       | 5     | Tawnya Reynolds   | "The Chain"                      | Mark Andrew       | —                    | N/A                  | —                    | —                    |
| 8        | Blake Shelton | 6     | Danielle Bradbery | "Put Your Records On"            | Caroline Glaser   | ✔                    | N/A                  | ✔                    | N/A                  |
|          |               |       |                   |                                  |                   |                      |                      |                      |                      |
| 9        | Usher         | 1     | VEDO              | "Locked Out of Heaven"           | Jessica Childress | —                    | N/A                  | N/A                  | —                    |
| 9        | Shakira       | 2     | Monique Abbadie   | "You and I "                     | Luke Edgemon      | —                    | N/A                  | ✔                    | ✔                    |
| 9        | Blake Shelton | 3     | Savannah Berry    | "Little White Church"            | Jacqui Sandell    | —                    | N/A                  | —                    | N/A                  |
| 9        | Shakira       | 4     | Kris Thomas       | "It Will Rain"                   | C. Perkins        | —                    | N/A                  | ✔                    | N/A                  |
| 9        | Adam Levine   | 5     | Midas Whale       | "Burning Love"                   | Patrick Dodd      | N/A                  | N/A                  | —                    | N/A                  |
| 9        | Usher         | 6     | Ryan Innes        | "Ain't No Sunshine"              | Orlando Dixon     | ✔                    | N/A                  | N/A                  | N/A                  |
|          |               |       |                   |                                  |                   |                      |                      |                      |                      |
| 10       | Shakira       | 1     | Shawna P          | "Piece of My Heart"              | Brandon Roush     | N/A                  | N/A                  | —                    | N/A                  |
| 10       | Adam Levine   | 2     | Sarah Simmons     | "Wanted You More"                | Duncan Kamanaka   | N/A                  | N/A                  | —                    | N/A                  |
| 10       | Usher         | 3     | Michelle Chamuel  | "Titanium"                       | Chelsea M         | N/A                  | N/A                  | N/A                  | N/A                  |
| 10       | Adam Levine   | 4     | Amy Whitcomb      | "Heartbreaker"                   | Agina Alvarez     | N/A                  | N/A                  | —                    | N/A                  |
| 10       | Blake Shelton | 5     | Justin Rivers     | "Easy"                           | The Morgan Twins  | N/A                  | N/A                  | —                    | N/A                  |
| 10       | Shakira       | 6     | Mary Miranda      | "Antes de las seis"              | Cáthia            | N/A                  | N/A                  | ✔                    | N/A                  |

### Episódios 11 e 12: The Knockouts
Legenda:
| Episódio | Técnico       | Ordem | Canção                              | Competidores      | Competidores    | Canção                        |
| Episódio | Técnico       | Ordem | Canção                              | Vencedor          | Perdedor        | Canção                        |
| -------- | ------------- | ----- | ----------------------------------- | ----------------- | --------------- | ----------------------------- |
| 11       | Adam Levine   | 1     | "I'm With You"                      | Amber Carrington  | Midas Whale     | "Higher Ground"               |
| 11       | Shakira       | 2     | "Too Close"                         | Garrett Gardner   | Tawnya Reynolds | "Hell on Heels"               |
| 11       | Adam Levine   | 3     | "Little Talks"                      | Caroline Glaser   | Amy Whitcomb    | "The House of the Rising Sun" |
| 11       | Shakira       | 4     | "What a Wonderful World"            | Kris Thomas       | Mary Miranda    | "Every Breath You Take"       |
| 11       | Adam Levine   | 5     | "Always on My Mind"                 | Judith Hill       | Orlando Dixon   | "All My Life"                 |
| 11       | Shakira       | 6     | "Are You Gonna Go My Way"           | Karina Iglesias   | Monique Abbadie | "The Power of Love"           |
| 11       | Adam Levine   | 7     | "Wild Horses"                       | Sarah Simmons     | Warren Stone    | "Died in Your Arms"           |
| 11       | Shakira       | 8     | "At Last"                           | Sasha Allen       | Shawna P        | "Maybe I'm Amazed"            |
|          |               |       |                                     |                   |                 |                               |
| 12       | Blake Shelton | 1     | "The Climb"                         | Justin Rivers     | Savannah Berry  | "As Long As You Love Me"      |
| 12       | Usher         | 2     | "Back to Black"                     | Josiah Hawley     | Jess Kellner    | "You Give Me Something"       |
| 12       | Blake Shelton | 3     | "Live Like You Were Dying"          | Holly Tucker      | Luke Edgemon    | "Teenage Dream"               |
| 12       | Usher         | 4     | "Raise Your Glass"                  | Michelle Chamuel  | Audrey Karrasch | "How to Love"                 |
| 12       | Blake Shelton | 5     | "Jesus, Take the Wheel"             | Danielle Bradbery | Taylor Beckham  | "Russian Roulette"            |
| 12       | Usher         | 6     | "(Everything I Do) I Do It for You" | VEDO              | C. Perkins      | "She Ain't You"               |
| 12       | Blake Shelton | 7     | "Drift Away"                        | The Swon Brothers | Grace Askew     | "I Can't Stand the Rain"      |
| 12       | Usher         | 8     | "Mr. Know It All"                   | Cáthia            | Ryan Innes      | "I Don't Want to Be"          |

### Episódios 13, 14 e 15: Playoffs ao vivo
Passada a fase dos Knockouts, o programa entra em sua fase ao vivo (para os Estados Unidos). Durante os "Playoffs ao vivo", os quatro membros restantes de cada equipe encararam pela primeira vez o voto do público para avançar à fase seguinte: os dois mais votados de cada time avançaram direto, enquanto os 2 menos votados aguardaram a decisão do técnico, que só pôde salvar um deles.
Legenda:
| 14 | Adam Levine   | 1 | Amber Carrington  | "Stay"                                     | Voto do público    |  |  |  |  |
| 14 | Usher         | 2 | Josiah Hawley     | "Starlight"                                | Escolha de Usher   |  |  |  |  |
| 14 | Adam Levine   | 3 | Sarah Simmons     | "Angel"                                    | Escolha de Adam    |  |  |  |  |
| 14 | Usher         | 4 | Cáthia            | "I Have Nothing"                           | Eliminada          |  |  |  |  |
| 14 | Adam Levine   | 5 | Caroline Glaser   | "The A Team"                               | Eliminada          |  |  |  |  |
| 14 | Usher         | 6 | VEDO              | "Against All Odds (Take a Look at Me Now)" | Voto do público    |  |  |  |  |
| 14 | Usher         | 7 | Michelle Chamuel  | "True Colors"                              | Voto do público    |  |  |  |  |
| 14 | Adam Levine   | 8 | Judith Hill       | "Feeling Good"                             | Voto do público    |  |  |  |  |
|    |               |   |                   |                                            |                    |  |  |  |  |
| 15 | Shakira       | 1 | Garrett Gardner   | "Imagine"                                  | Escolha de Shakira |  |  |  |  |
| 15 | Blake Shelton | 2 | Holly Tucker      | "How Do I Live"                            | Voto do público    |  |  |  |  |
| 15 | Shakira       | 3 | Kris Thomas       | "When I Was Your Man"                      | Voto do público    |  |  |  |  |
| 15 | Blake Shelton | 4 | The Swon Brothers | "Fishin' in the Dark"                      | Escolha de Blake   |  |  |  |  |
| 15 | Shakira       | 5 | Karina Iglesias   | "Let's Stay Together"                      | Eliminada          |  |  |  |  |
| 15 | Blake Shelton | 6 | Justin Rivers     | "Meet in the Middle"                       | Eliminado          |  |  |  |  |
| 15 | Blake Shelton | 7 | Danielle Bradbery | "Maybe It Was Memphis"                     | Voto do público    |  |  |  |  |
| 15 | Shakira       | 8 | Sasha Allen       | "Oh! Darling"                              | Voto do público    |  |  |  |  |

| Episódio | Cantores                                                           | Canção                           |
| -------- | ------------------------------------------------------------------ | -------------------------------- |
| 14.1     | Team Usher                                                         | "Black and Gold"                 |
| 14.2     | Usher & Adam Levine                                                | "Superstition"                   |
| 14.3     | Team Adam                                                          | "Shake It Out"                   |
| 15.1     | Team Blake                                                         | "Boondocks"                      |
| 15.2     | Shakira & Blake Shelton                                            | "Need You Now"                   |
| 15.3     | Team Shakira                                                       | "We Are the Champions"           |
| 16.1     | Team Blake & Team Shakira                                          | "Hall of Fame"                   |
| 16.2     | Rod Stewart (com Garrett Gardner, Josiah Hawley & Karina Iglesias) | "Finest Woman" / "Forever Young" |
| 16.3     | Cee Lo Green & Juliet Simms                                        | "Only You"                       |
| 16.4     | Team Adam & Team Usher                                             | "Don't You Worry Child"          |

### Episódios 16 e 17: Shows ao vivo - Top 12
Os 12 finalistas da sétima edição do The Voice entram nesta fase em um sistema de eliminação semanal, no qual os competidores cantam na segunda-feira e têm o resultado na terça-feira, de acordo com a transmissão norte-americana, onde os dois menos votados são automaticamente eliminados.
| Ordem | Técnico       | Competidor        | Canção                          | Resultado       |
| ----- | ------------- | ----------------- | ------------------------------- | --------------- |
| 1     | Usher         | VEDO              | "Rock with You"                 | Eliminado       |
| 2     | Blake Shelton | Holly Tucker      | "A Broken Wing"                 | Voto do público |
| 3     | Shakira       | Garrett Gardner   | "I Want It That Way"            | Eliminado       |
| 4     | Adam Levine   | Sarah Simmons     | "The Story"                     | Voto do público |
| 5     | Blake Shelton | The Swon Brothers | "Who's Gonna Fill Their Shoes"  | Voto do público |
| 6     | Shakira       | Sasha Allen       | "Alone"                         | Voto do público |
| 7     | Usher         | Josiah Hawley     | "The Man Who Can't Be Moved"    | Voto do público |
| 8     | Blake Shelton | Danielle Bradbery | "Wasted"                        | Voto do público |
| 9     | Adam Levine   | Judith Hill       | "You've Got a Friend"           | Voto do público |
| 10    | Usher         | Michelle Chamuel  | "Call Your Girlfriend"          | Voto do público |
| 11    | Shakira       | Kris Thomas       | "I'll Be There"                 | Voto do público |
| 12    | Adam Levine   | Amber Carrington  | "I'm Gonna Love You Through It" | Voto do público |

Apresentações Especiais:
| Episódio | Cantores(as)                         | Canção                   |
| -------- | ------------------------------------ | ------------------------ |
| 17.1     | Robin Thicke (feat. T.I. & Pharrell) | "Blurred Lines"          |
| 17.2     | Blake Shelton e sua equipe           | "Play Something Country" |
| 17.3     | Lady Antebellum                      | "Goodbye Town"           |
| 17.4     | Adam Levine e sua equipe             | "Lovesong"               |

### Episódios 18 e 19: Shows ao vivo - Top 10
| Ordem | Técnico       | Competidor        | Canção                             | Resultado       |
| ----- | ------------- | ----------------- | ---------------------------------- | --------------- |
| 1     | Blake Shelton | Holly Tucker      | "How Great Thou Art"               | Voto do público |
| 2     | Adam Levine   | Judith Hill       | "The Way You Make Me Feel"         | Voto do público |
| 3     | Blake Shelton | The Swon Brothers | "How Country Feels"                | Voto do público |
| 4     | Adam Levine   | Amber Carrington  | "Breakaway"                        | Voto do público |
| 5     | Shakira       | Sasha Allen       | "Next to Me"                       | Voto do público |
| 6     | Usher         | Josiah Hawley     | "Clocks"                           | Eliminado       |
| 7     | Blake Shelton | Danielle Bradbery | "Heads Carolina, Tails California" | Voto do público |
| 8     | Shakira       | Kris Thomas       | "Adorn"                            | Eliminado       |
| 9     | Adam Levine   | Sarah Simmons     | "Mamma Knows Best"                 | Voto do público |
| 10    | Usher         | Michelle Chamuel  | "Just Give Me a Reason"            | Voto do público |

| Episódio | Cantores                        | Canção                     |
| -------- | ------------------------------- | -------------------------- |
| 18.1     | Maroon 5                        | "Love Somebody"            |
| 19.1     | Blake Shelton e Miranda Lambert | "Over You"                 |
| 19.2     | Shakira e sua equipe            | "I'll Stand by You"        |
| 19.3     | Team Blake                      | "Mountain Music"           |
| 19.4     | Usher e sua equipe              | "The Look of Love"         |
| 19.5     | Team Adam                       | "I've Got the Music in Me" |

### Episódios 20 e 21: Shows ao vivo - Top 8
| Ordem | Técnico       | Competidor        | Canção                                      | Resultado       |
| ----- | ------------- | ----------------- | ------------------------------------------- | --------------- |
| 1     | Adam Levine   | Judith Hill       | "#thatPOWER"                                | Eliminada       |
| 2     | Blake Shelton | Holly Tucker      | "DONE."                                     | Voto do público |
| 3     | Blake Shelton | The Swon Brothers | "Seven Bridges Road"                        | Voto do público |
| 4     | Shakira       | Sasha Allen       | "Without You"                               | Voto do público |
| 5     | Adam Levine   | Sarah Simmons     | "Somebody That I Used to Know"              | Eliminada       |
| 6     | Usher         | Michelle Chamuel  | "Grenade"                                   | Voto do público |
| 7     | Blake Shelton | Danielle Bradbery | "Grandpa (Tell Me 'Bout the Good Ol' Days)" | Voto do público |
| 8     | Adam Levine   | Amber Carrington  | "Skyfall"                                   | Voto do público |

| Episódio | Cantores                                                              | Canção                 |
| -------- | --------------------------------------------------------------------- | ---------------------- |
| 20.1     | Blake Shelton e Gwen Sebastian                                        | "Boys 'Round Here"     |
| 20.2     | Judith Hill, Michelle Chamuel, Sarah Simmons & Sasha Allen            | "Diamonds"             |
| 20.3     | Amber Carrington, Danielle Bradbery, Holly Tucker & The Swon Brothers | "Something More"       |
| 21.1     | Sheryl Crow (com The Swon Brothers, Holly Tucker & Danielle Bradbery) | "Easy"                 |
| 21.2     | Judith Hill & Michelle Chamuel                                        | "Sweet Nothing"        |
| 21.3     | Sasha Allen & The Swon Brothers                                       | "Don't You Wanna Stay" |
| 21.4     | Danielle Bradbery & Sarah Simmons                                     | "A Thousand Years"     |
| 21.5     | Amber Carrington & Holly Tucker                                       | "Does He Love You"     |

### Episódios 22 e 23: Shows ao vivo - Top 6
| Técnico       | Competidor        | Ordem | Canção (Escolha do artista)            | Ordem | Canção (Escolha do técnico) | Resultado       |
| ------------- | ----------------- | ----- | -------------------------------------- | ----- | --------------------------- | --------------- |
| Blake Shelton | Holly Tucker      | 1     | "When God-Fearin' Women Get the Blues" | 8     | "My Wish"                   | Eliminada       |
| Usher         | Michelle Chamuel  | 2     | "Somewhere Only We Know"               | 9     | "I Knew You Were Trouble"   | Voto do público |
| Blake Shelton | The Swon Brothers | 7     | "Okie from Muskogee"                   | 3     | "Wagon Wheel"               | Voto do público |
| Shakira       | Sasha Allen       | 12    | "Before He Cheats"                     | 4     | "Ain't No Way"              | Voto do público |
| Blake Shelton | Danielle Bradbery | 5     | "Shake the Sugar Tree"                 | 11    | "A Little Bit Stronger"     | Voto do público |
| Adam Levine   | Amber Carrington  | 6     | "I Remember You"                       | 10    | "Crazy"                     | Voto do público |

| Episódio | Cantores                             | Canção                    |
| -------- | ------------------------------------ | ------------------------- |
| 23.1     | Cassadee Pope                        | "Wasting All These Tears" |
| 23.2     | Michelle Chamuel & Sasha Allen       | "Open Your Heart"         |
| 23.3     | Holly Tucker & The Swon Brothers     | "Leave the Pieces"        |
| 23.4     | Amber Carrington & Danielle Bradbery | "Eternal Flame"           |

### Episódios 24 e 25: Shows ao vivo - Top 5
| Técnico       | Competidor        | Ordem | Canção (Escolha do artista) | Ordem | Canção (Escolha do técnico) | Resultado       |
| ------------- | ----------------- | ----- | --------------------------- | ----- | --------------------------- | --------------- |
| Blake Shelton | The Swon Brothers | 1     | "Turn the Page"             | 6     | "Danny's Song"              | Voto do público |
| Shakira       | Sasha Allen       | 2     | "I Will Always Love You"    | 7     | "Bad Girls"                 | Eliminada       |
| Usher         | Michelle Chamuel  | 10    | "Time After Time"           | 3     | "Clarity"                   | Voto do público |
| Blake Shelton | Danielle Bradbery | 8     | "Who I Am"                  | 4     | "Please Remember Me"        | Voto do público |
| Adam Levine   | Amber Carrington  | 5     | "Firework"                  | 9     | "Sad"                       | Eliminada       |

| Episódio | Cantores                            | Canção                                                 |
| -------- | ----------------------------------- | ------------------------------------------------------ |
| 24.1     | Usher                               | "Twisted"                                              |
| 25.1     | Fall Out Boy (com Michelle Chamuel) | "My Songs Know What You Did in the Dark (Light Em Up)" |
| 25.2     | Nicholas David                      | "Say Goodbye"                                          |
| 25.3     | Tony Lucca                          | "Never Going to Let You Go"                            |
| 25.4     | Top 5                               | "Every Rose Has Its Thorn"                             |
| 25.5     | Terry McDermott                     | "Pictures"                                             |

### Episódios 26 e 27: Final ao vivo - Top 3
| Técnico       | Competidor        | Ordem | Canção Reprisada          | Ordem | Canção do Dueto                                   | Ordem | Canção Final           | Resultado |
| ------------- | ----------------- | ----- | ------------------------- | ----- | ------------------------------------------------- | ----- | ---------------------- | --------- |
| Blake Shelton | The Swon Brothers | 4     | "Danny's Song"            | 6     | "Celebrity" (com Blake Shelton)                   | 1     | "I Can't Tell You Why" | 3º lugar  |
| Usher         | Michelle Chamuel  | 2     | "I Knew You Were Trouble" | 8     | "One" (com Usher)                                 | 5     | "Why"                  | 2º lugar  |
| Blake Shelton | Danielle Bradbery | 7     | "Maybe It Was Memphis"    | 3     | "Timber, I'm Falling In Love" (com Blake Shelton) | 9     | "Born to Fly"          | Vencedora |

| Episódio | Cantores                                                                      | Canção                                  |
| -------- | ----------------------------------------------------------------------------- | --------------------------------------- |
| 26.1     | Adam Levine, Blake Shelton, Shakira & Usher                                   | "With a Little Help from My Friends"    |
| 26.2     | Top 16                                                                        | "Home"                                  |
| 27.1     | Pitbull & Christina Aguilera                                                  | "Feel This Moment"                      |
| 27.2     | The Swon Brothers (com Amber Carrington, Holly Tucker & Justin Rivers)        | "Stars Tonight"                         |
| 27.3     | Michelle Chamuel & OneRepublic                                                | "Counting Stars"                        |
| 27.4     | Florida Georgia Line & Nelly                                                  | "Cruise"                                |
| 27.5     | Josiah Hawley, Kris Thomas, VEDO & Garrett Gardner (Holly Tucker no saxofone) | "Ain't Too Proud to Beg"                |
| 27.6     | Danielle Bradbery (com Amber Carrington, Sarah Simmons & Caroline Glaser)     | "All-American Girl"                     |
| 27.7     | Bruno Mars                                                                    | "Treasure"                              |
| 27.8     | The Swon Brothers & Bob Seger                                                 | "Night Moves"                           |
| 27.9     | Karina Iglesias, Cáthia, Sasha Allen & Judith Hill                            | "My Lovin' (You're Never Gonna Get It)" |
| 27.10    | Danielle Bradbery & Hunter Hayes                                              | "I Want Crazy"                          |
| 27.11    | Michelle Chamuel (com Josiah Hawley, VEDO and Cáthia)                         | "We Can Work It Out"                    |
| 27.12    | Cher                                                                          | "Woman's World"                         |

## Times
Legenda
     Vencedor(a)
     Vice
     Terceiro colocado
     Eliminado(a) nas apresentações ao vivo

     Eliminado(a) nos playoffs ao vivo
     Eliminado(a) nos Knockouts
     Artista pego por outro técnico na Battle Rounds (nome riscado)
     Eliminado(a) na Battle Rounds
| Técnicos | Artistas          | Artistas         | Artistas         | Artistas         | Artistas |
| --- | ----------------- | ---------------- | ---------------- | ---------------- | -------- |
| Adam Levine |                   |                  |                  |                  |          |
| Amber Carrington | Judith Hill       | Sarah Simmons    | Caroline Glaser  | Warren Stone     |          |
| Orlando Dixon | Amy Whitcomb      | Midas Whale      | Karina Iglesias  | Sasha Allen      |          |
| Agina Alvarez | Duncan Kamakana   | Michael Austin   | Patrick Dodd     |                  |          |
| Shakira |                   |                  |                  |                  |          |
| Sasha Allen | Kris Thomas       | Garrett Gardner  | Karina Iglesias  | Shawna P         |          |
| Monique Abbadie | Mary Miranda      | Tawnya Reynolds  | Cáthia           | C. Perkins       |          |
| Luke Edgemon | Brandon Roush     | Mark Andrew      | J'Sun            |                  |          |
| Usher |                   |                  |                  |                  |          |
| Michelle Chamuel | Josiah Hawley     | VEDO             | Cáthia           | Ryan Innes       |          |
| C. Perkins | Audrey Karrasch   | Jess Kellner     | Orlando Dixon    | Taylor Beckham   |          |
| Chelsea M | Jessica Childress | Jamila Thompson  | Jeff Lewis       |                  |          |
| Blake Shelton |                   |                  |                  |                  |          |
| Danielle Bradbery | The Swon Brothers | Holly Tucker     | Justin Rivers    | Grace Askew      |          |
| Taylor Beckham | Luke Edgemon      | Savannah Berry   | Caroline Glaser  | The Morgan Twins |          |
| Jacqui Sandell | Trevor Davis      | Christian Porter | Michelle Raitzin |                  |          |
| Participantes em itálico iniciaram a disputa em um time, mas foram pegos por outro técnico na fase das batalhas ou dos knockouts. |                   |                  |                  |                  |          |